# Махер, Хайнц
Хайнц Махер (нем. Heinz Macher; 31 декабря 1919, Хемниц — 21 декабря 2001, Шенефельд) — немецкий офицер войск СС, штурмбаннфюрер СС, кавалер Рыцарского креста Железного креста с Дубовыми листьями.

## Биография
Хайнц Махер родился 31 декабря 1919 года в городе Хемниц. 1 мая 1934 вступил в молодёжную организацию НСДАП «Гитлерюгенд», а 20 апреля 1937 года - в СС (служебное удостоверение № 311 752).
Хайнц Махер принял участие в Польской, Французской, Балканской кампаниях и в боях на Восточном фронте. В 1941 году окончил юнкерское училище СС в Бад-Тёльце. 20 апреля 1941 Хайнц стал унтерштурмфюрером СС. В ходе восточной кампании 1941/42 гг. унтерштурмфюрер СС Махер отличился храбростью во время операций 16-й сапёрной роты моторизованного полка СС «Дойчланд» в феврале 1943 года, а именно во время оборонительных боёв на Оскольском направлении. Это в значительной степени способствовало тактическим успехам полка СС «Дойчланд» в этом районе. Махер и его рота отличились в наступательных боях от Краснограда до Харькова во время операций по разминированию и штурмам.

### Третья битва за Харьков
В начале 1943 года унтерштурмфюрер Махер служил командиром бронированного сапёрного взвода в составе 16-й (сапёрной) роты моторизованного полка СС «Дойчланд» дивизии СС «Рейх». Махер принял участие в танковой атаке на Павлоград, в которой участвовала большая часть моторизованного полка СС «Дер Фюрер», штаб дивизии СС «Рейх», а также 16-я сапёрная рота полка СС «Дойчланд». За это время Махер сплотил роту, уничтожил 2 вражеских танка, заставил оставшиеся 10 отступить, а также уничтожил большую часть двух вражеских рот.
11 марта Махер получил задание со своей ротой штурмом захватить противотанковый ров к западу от Харькова, без поддержки тяжёлого вооружения. При этом он должен был использовать бронированный сапёрный взвод для создания прохода для продвижения своих бронетанковых сил к окраине самого Харькова. Махер проник в противотанковый ров, ликвидировал занявшие там позиции вражеские пулемётные расчёты и взял под контроль часть противотанкового рва (который был полностью промёрзшим), благоприятный для создания прохода.
Сверх поставленной задачи Махер по собственной инициативе прорвался мимо противотанкового рва на позиции противника на окраине Харькова. Там он ликвидировал врытые в дома и бронированные башни гнёзда тяжёлых пулемётов, а также находившиеся за ними противотанковые орудия. Эти противотанковые орудия, закопанные на командных позициях, до того момента делали подход дружественных бронетанковых войск невозможным. В рукопашном бою Махер и 32 его человека захватывали купол за куполом и дом за домом, и в процессе сумели уничтожить вражеские орудия, которые были установлены на позиции.
Махер удерживал эту зону прорыва, несмотря на несколько ожесточённых контрударов противника, некоторые из которых были отражены в рукопашном бою. В ходе этой операции Махер также отличился выдающейся храбростью и невозмутимостью. Эти действия унтерштурмфюрера СС Хайнца Махера открыли дорогу основной части дивизии СС «Рейх» для проникновения в город на очень раннем этапе и заложил основу для быстрой и относительно бескровной оккупации Харькова. Махер использовал свою роту таким образом, чтобы она вышла из битвы с минимальными потерями, несмотря на жестокий рукопашный бой, в котором она участвовала. За свои действия во время боёв под Харьковом Махер был награждён 3 апреля 1943 года Рыцарским крестом Железного креста.

### Битва за Нормандию
С июля 1944 года воевал в Нормандии против войск союзников. В качестве командира 16-й (сапёрной) роты 3-го моторизованного полка СС «Дойчланд», оберштурмфюрер СС Махер и его рота внесли значительный вклад в тактические успехи полка во всех прошедших операциях. В любой ситуации Махер отличался храбростью и подвал пример сослуживцам. Как наставник своих людей он всегда понимал необходимость воспитания особо целеустремлённых и смелых солдат. В период с 9 по 17 июля 1944 г. его 16-я сапёрная рота использовались в качестве постоянного резерва боевой группы СС «Вислицени». В течение этих дней противник провёл в общей сложности 64 разведки и атаки по линии фронта боевой группы, 53 из которых были при поддержке танков. Противник 37 раз прорвался на передовую, и 37 раз был отброшен контрударом. Из них Махер провёл в общей сложности 29 контрударов в одиночку с резервом из своей роты в составе всего одного отделения и штаба роты, лично возглавив своих людей. Благодаря разумному руководству и смелости ему всегда удавалось отогнать врага с немецкой линии фронта.
В значительной степени заслуга оберштурмфюрера СС Махера в том, что эта позиция удерживалась на протяжении всего боя, пока не была окончательно оставлена. Таким же образом Махер своими арьергардными действиями обеспечил отход и занятие новой линии обороны без вражеских преследований. Только в результате жёстких и последовательных личных действий Махера эти успешные действия стали возможными. То, что он сделал, было исключительным. 7 августа 1944 Махер был награждён Немецким крестом в золоте, а 19 августа 1944 года получил дубовые листья к Рыцарского креста Железного креста.
В мае 1945 года пытался скрыться вместе с рейхсфюрером СС Генрихом Гиммлером и его адъютантом Вернером Гротманном, все трое были взяты в плен британскими войсками.
Хайнц Махер скончался 21 декабря 2001 года в городе Шенефельд.

## Чины
- Унтерштурмфюрер СС (20 апреля 1941)
- Оберштурмфюрер СС (21 июня 1943)
- Гауптштурмфюрер СС (1 сентября 1944)
- Штурмбаннфюрер СС (20 апреля 1945)

## Награды
- Спортивный знак СА в бронзе
- Железный крест (1939)
  - 2-й степени (24 сентября 1941)
  - 1-й степени (15 марта 1942)
- Медаль «За зимнюю кампанию на Востоке 1941/42» (1 августа 1942)
- Нагрудный знак «За участие в общих штурмовых атаках» в серебре
- Знак «за ранение»
  - в чёрном (1 апреля 1942)
  - в серебре (27 марта 1943)
  - в золоте (12 августа 1943)
- Нарукавный знак «За уничтоженный танк»»
- Нагрудный знак «За ближний бой»»
  - в бронзе (12 апреля 1943)
  - в серебре (17 ноября 1943)
  - в золоте (18 октября 1944)
- Упоминался в Вермахтберихт (13 марта 1943)
- Немецкий крест в золоте (7 августа 1944) — оберштурмфюрер СС, командир 16-й (сапёрной) роты 3-го моторизованного полка СС «Дойчланд»
- Рыцарский крест Железного креста с Дубовыми листьями
  - Рыцарский крест (3 апреля 1943) — унтерштурмфюрер СС, командир взвода в 16-й (сапёрной) роте моторизованного полка СС «Дойчланд»
  - Дубовые листья (№ 554) (19 августа 1944) — оберштурмфюрер СС, командир 16-й (сапёрной) роты 3-го моторизованного полка СС «Дойчланд»